# Fürstenberg-Weitra
Fürstenberg-Weitra fue una línea de Condes de Fürstenberg del sudoeste de Baden-Württemberg, Alemania, con base en Bohemia en la República Checa. Fürstenberg-Weitra emergió como una partición de Fürstenberg-Stühlingen, y fue dividido entre sí mismo y Fürstenberg-Taikowitz en 1759. Fürstenberg-Weitra fue "mediatizado" a Austria en 1806.

## Condes de la línea de Fürstenberg de Weitra en Bohemia (1709-1806)
- Luis Augusto Egon Póstumo (1709-1759)
- Joaquín Egon (1759-1806)

- Datos: Q3755502